# Сокольська гімнастика
Сокольська гімнастика — гімнастика, що базується на вправах з предметами, фізичних вправах на снарядах, масових вправах і пірамідах. Гімнастика вперше з'явилася в Австро-Угорщині, її засновником був професор празького університету Мирослав Тирш (1832-1884). Тирш також є ідеологом Сокольського руху, що базувався на ідеях слов'янської незалежності від Австро-Угорщини. Гімнастика звертала особливу увагу на естетику, красу та свободу рухів, на завершеність гімнастичних комбінацій. Наприкінці XIX століття розроблені правила змагань та термінологія гімнастичних вправ.
Сокільська гімнастика справила величезний вплив на формування спортивної та естетичної спрямованості у європейській гімнастиці. У військових училищах Росії сокольська гімнастика користувалася популярністю і набула широкого поширення наприкінці XIX — на початку XX століть.

## Відео
- Сокольська гімнастика гвардійського полку у Червоному Селі . Відеоматеріал із РДАК. Обліковий номер: 12753 В обігу з: 1914 Анотація: Члени імператорського прізвища спостерігають виконання гімнастичних вправ солдатами гвардійських полків у Червоному Селі.